# Boulevard Saint-Jacques
Le boulevard Saint-Jacques est une voie située dans les quartiers du Montparnasse, Montsouris, Petit-Montrouge du 14e arrondissement de Paris.

## Situation et accès
Le boulevard Saint-Jacques est desservi par la ligne 6 du métro aux stations Glacière, Saint-Jacques et par les lignes 4 et 6 à la station Denfert-Rochereau, ainsi que par le RER B à la gare de Denfert-Rochereau.

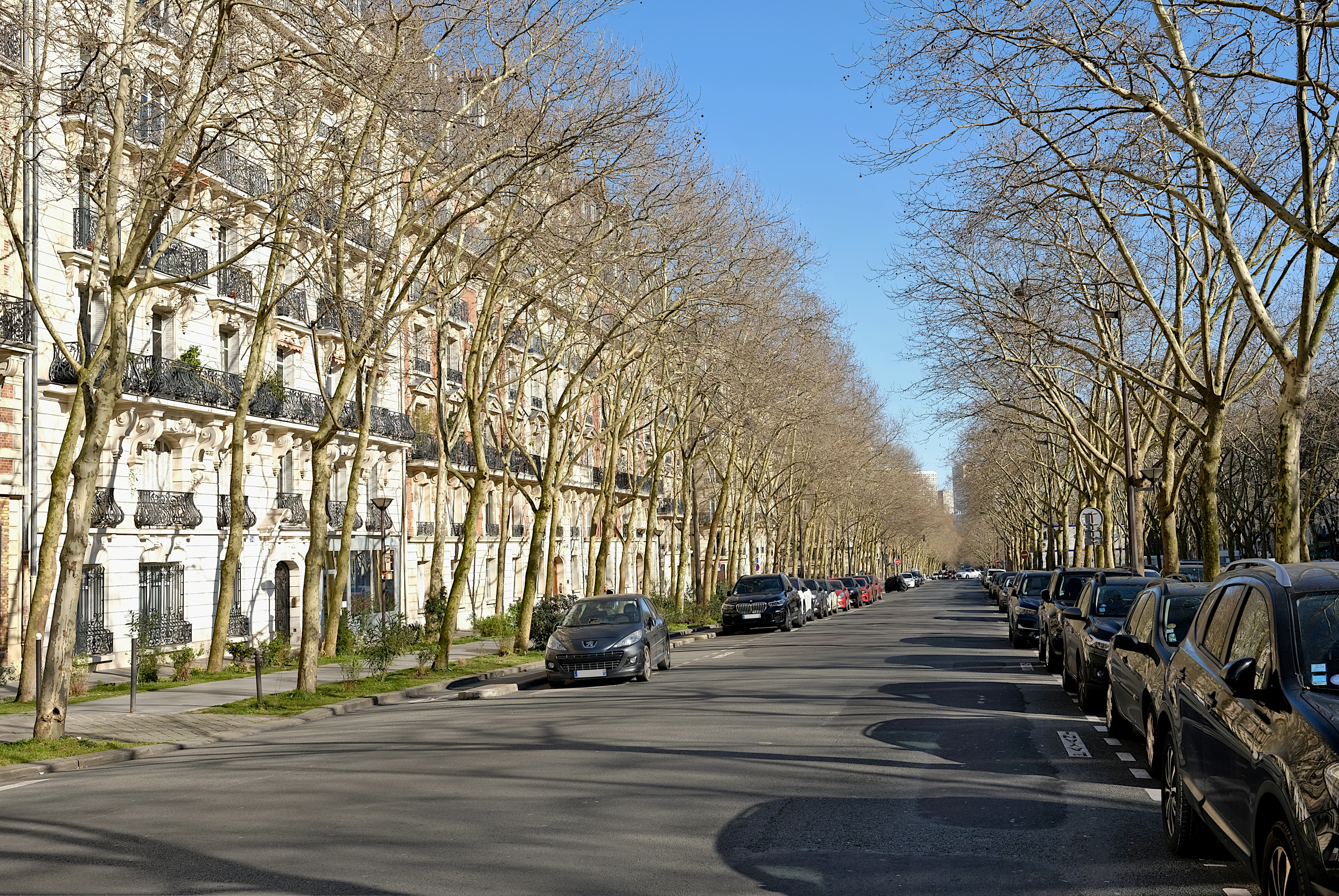
Voie nord du boulevard Saint-Jacques, à proximité de la place Denfert-Rochereau.
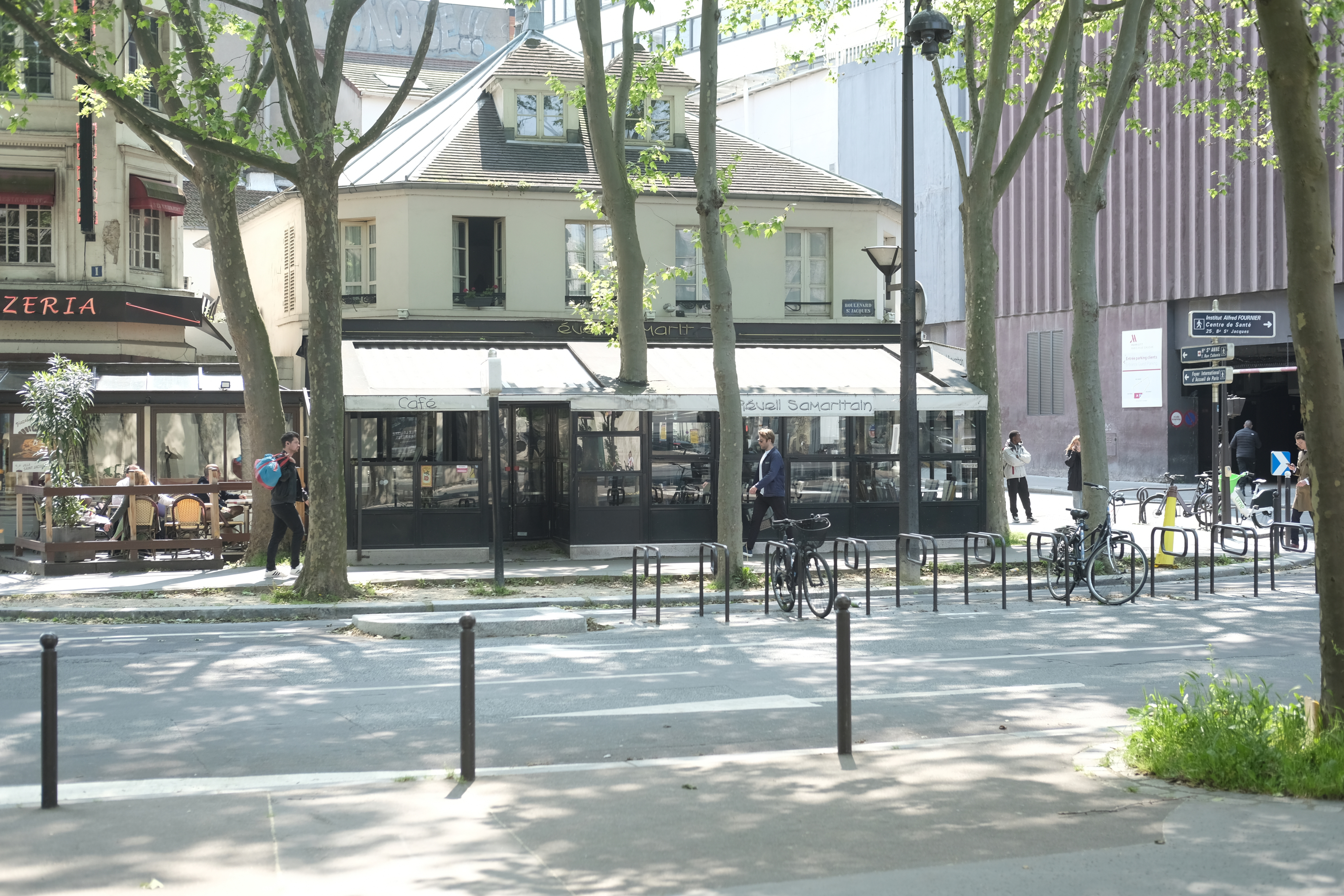
Voie sud, à proximité du PLM Saint-Jacques.
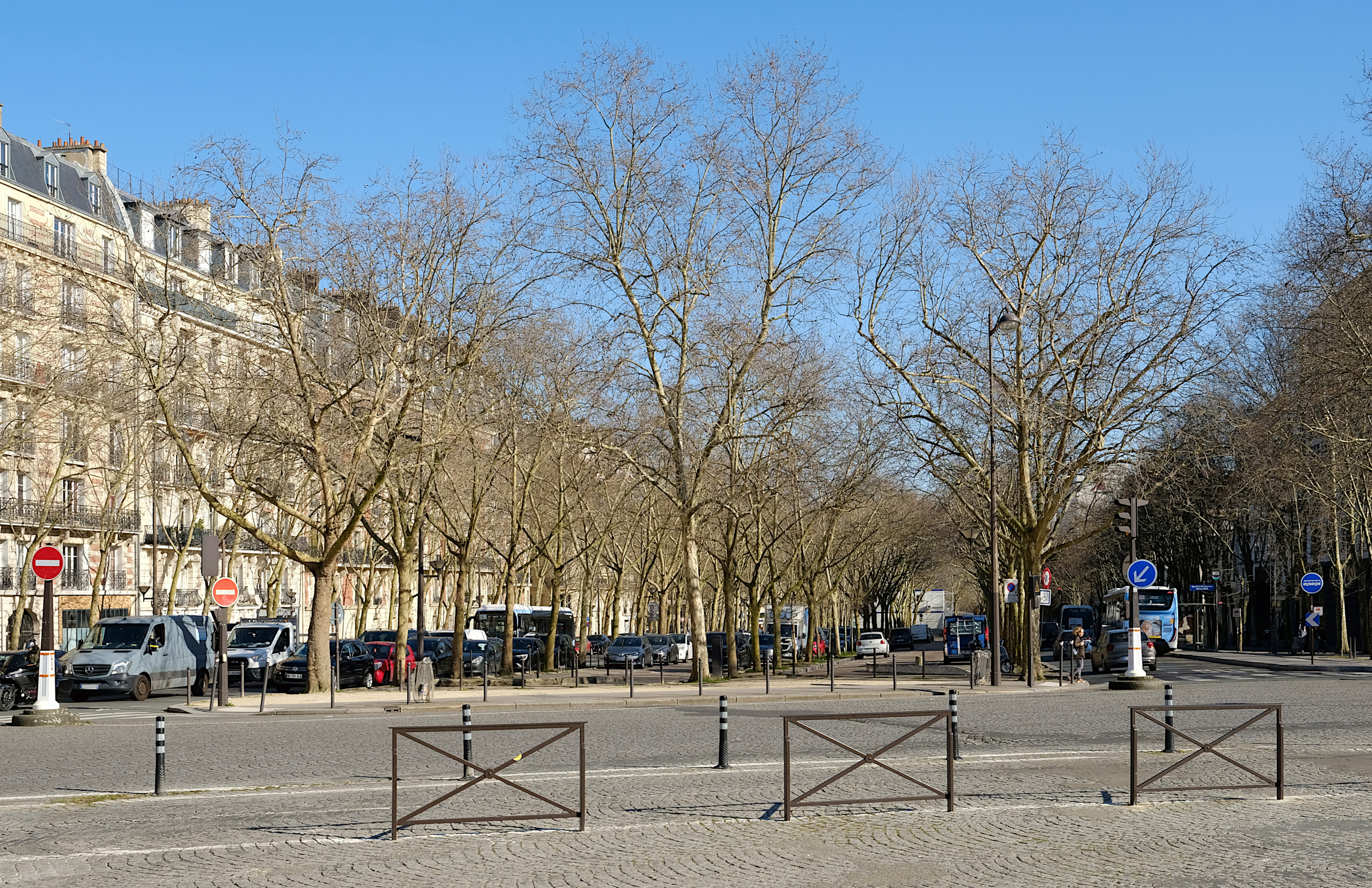
Le boulevard vue depuis la place Denfert-Rochereau.

## Origine du nom
Cette voie doit son nom au voisinage de la rue du Faubourg-Saint-Jacques.

## Historique

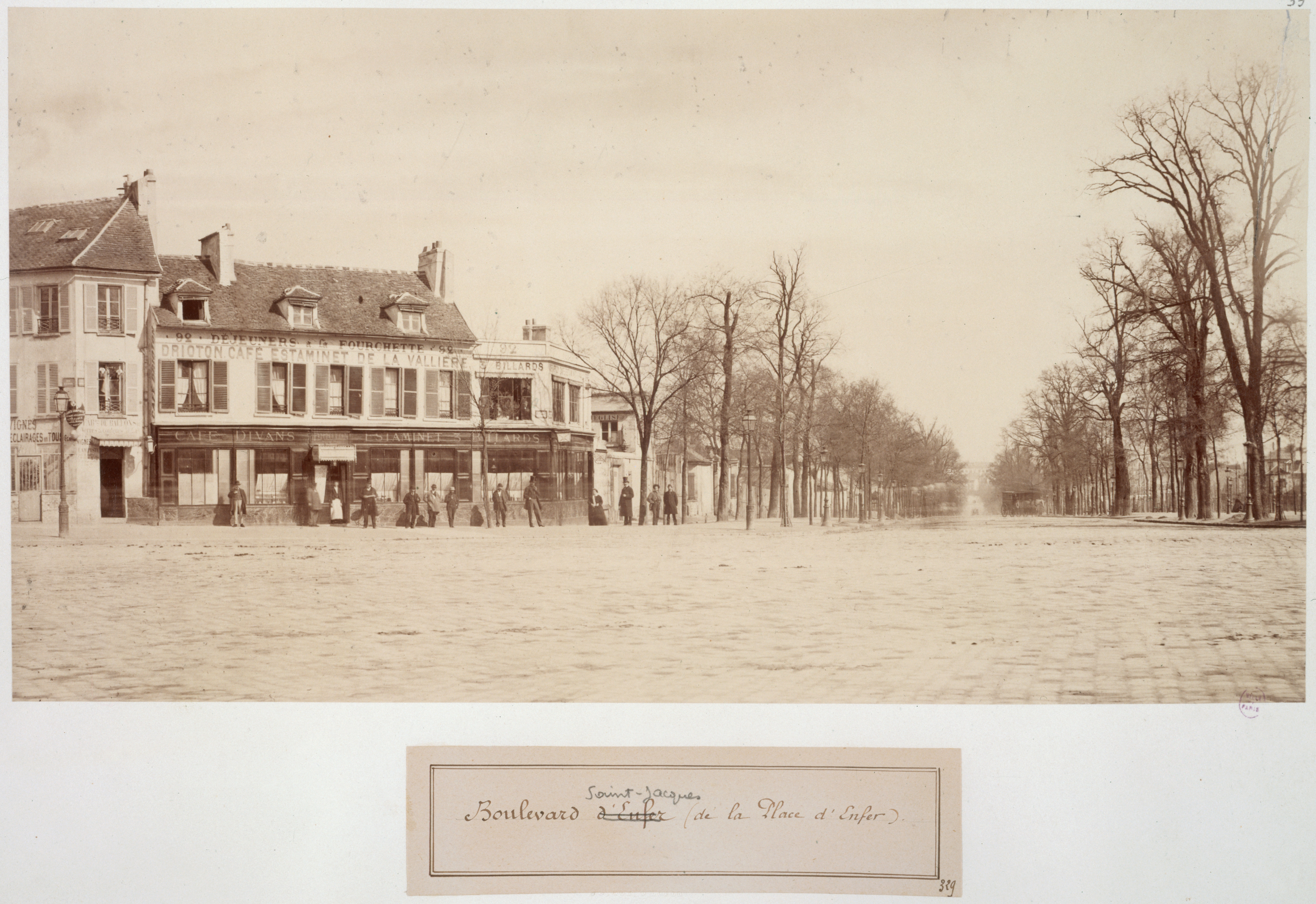
Boulevard Saint-Jacques vu de la place d'Enfer (vers 1865-1868).

Ce boulevard est ouvert dans les années 1760 comme élément du boulevard du Midi puis séparé en 1784 des abords campagnards de Paris par l'établissement du mur des Fermiers généraux au pied duquel il passe, à cette époque, depuis la barrière de la Glacière (rue de la Glacière) jusqu'à la barrière d'Enfer (actuelle place Denfert-Rochereau), sur une longueur de 905 mètres. 
Il se nomme alors sur la partie externe du mur d'octroi : « boulevard de la Santé » (entre la rue de la Santé et la rue de la Tombe-Issoire) et boulevard d'Arcueil, pour le surplus ; et pour la partie interne au mur : « boulevard Saint-Jacques ». Il prend le nom de « boulevard Saint-Jacques » sur la totalité de sa largeur depuis 1864, avec la destruction du mur des Fermiers généraux remplacé par l'enceinte de Thiers, plus externe. La portion comprise entre la rue de la Glacière et la rue de la Santé est renommée « boulevard Auguste-Blanqui » en 1905.

## Bâtiments remarquables et lieux de mémoire
- Le terre-plein central du boulevard correspond à l'emplacement de l'ancien mur des Fermiers généraux, aujourd'hui occupé par la ligne 6 du métro de Paris depuis son émergence au niveau de la rue de la Santé jusqu'à la place Saint-Jacques.
- No 17 : l'Hôtel PLM Saint-Jacques est construit, de 1969 à 1972. À la suite du remblaiement de la Fosse aux lions s’installèrent une fabrique de persiennes en fer et une tannerie. C’est ici qu’était, durant le siège de Paris en 1870, le cimetière des bestiaux qui étaient parqués le long de l’allée centrale du boulevard[2]. Ensuite, le terrain fut occupé par une usine de lits Pardon[3] depuis la fin du XIXe siècle.
- Nos 18-24: la résistante, femme politique et députée communiste, Maria Rabaté (1900-1985), vécut aux  du boulevard[4]. Une plaque lui rend hommage.
- No 36 : première église du Christ scientiste.
- No 38 : l'écrivain irlandais Samuel Beckett s'y installe en 1960 — en déménageant de la rue des Favorites, grâce au succès d'En attendant Godot, qui lui permet d'acheter avec sa compagne, Suzanne Deschevaux-Dumesnil, un appartement neuf dans l'immeuble alors en construction[5] — et y réside jusqu'à sa mort, en 1989 ; il fréquente alors régulièrement, notamment pour ses rendez-vous, le bar-restaurant de l'hôtel PLM Saint-Jacques.
- No 46 : emplacement de l'atelier de céramique de Théodore Deck et de son frère, de 1859 à 1905. En 1913, c'est dans les mêmes locaux que déménage l'Imprimerie Union, fondée en 1910 par les émigrés russes Volf Chalit et Dimitri Snégaroff, et qui restera à cette adresse jusqu'en 1921, date de son déménagement pour la proche rue Méchain[6]. Le photographe Charles Marville y avait son atelier[réf. nécessaire].
- No 61 : ancien couvent transformé en squat en 2019, accueillant une cinquantaine d'artistes. Portant le nom de « Jardin Denfert », il dispose de 4500 m², six salles de bains et une cuisine. Une convention d'occupation est signée par Paris Habitat avec les squatteurs afin de cadrer leur temps d'occupation des lieux (ils partent en 2020), qui doivent devenir un foyer pour jeunes travailleurs[7],[8].

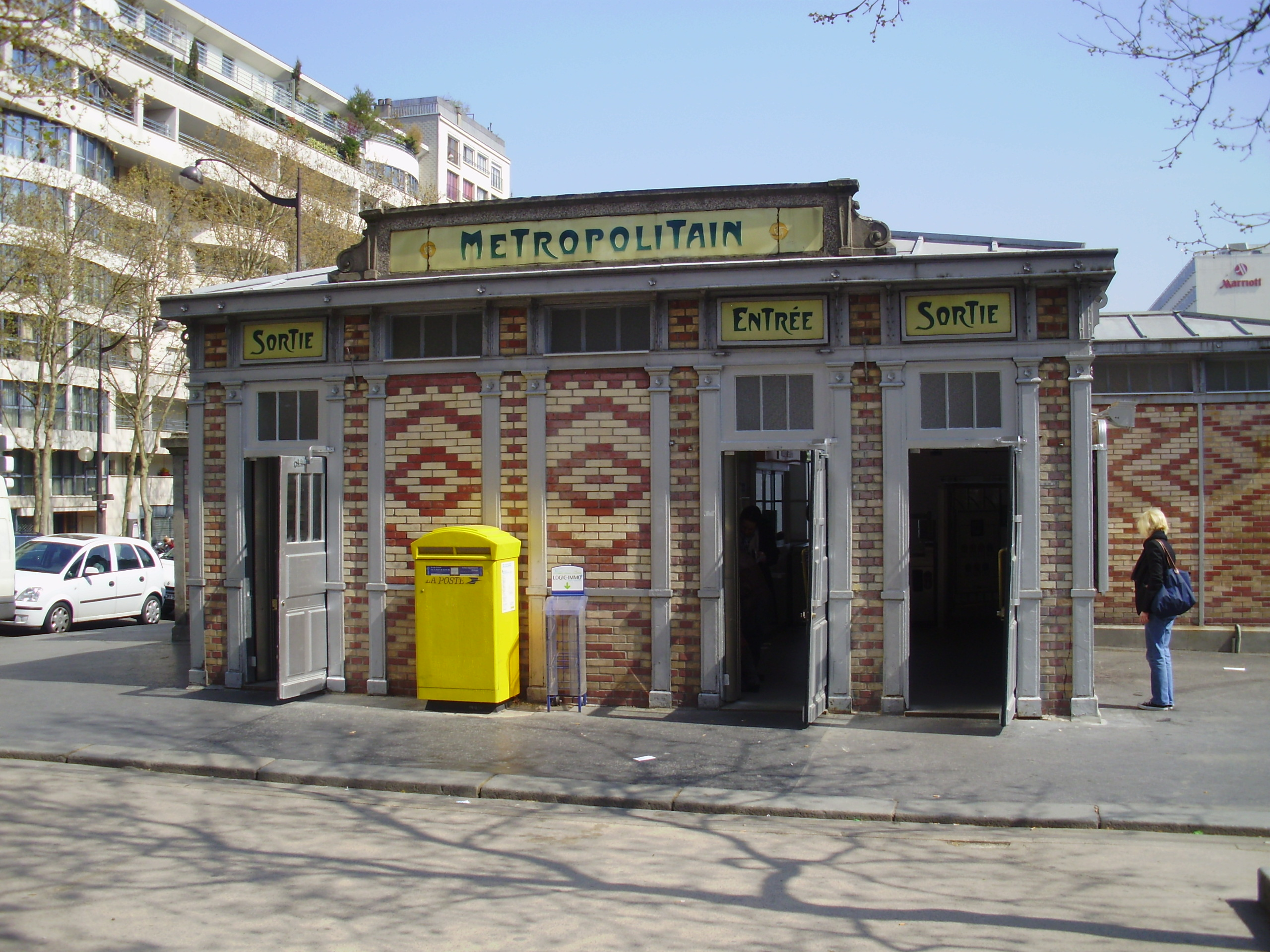
Station Saint-Jacques de la ligne 6 du métro.
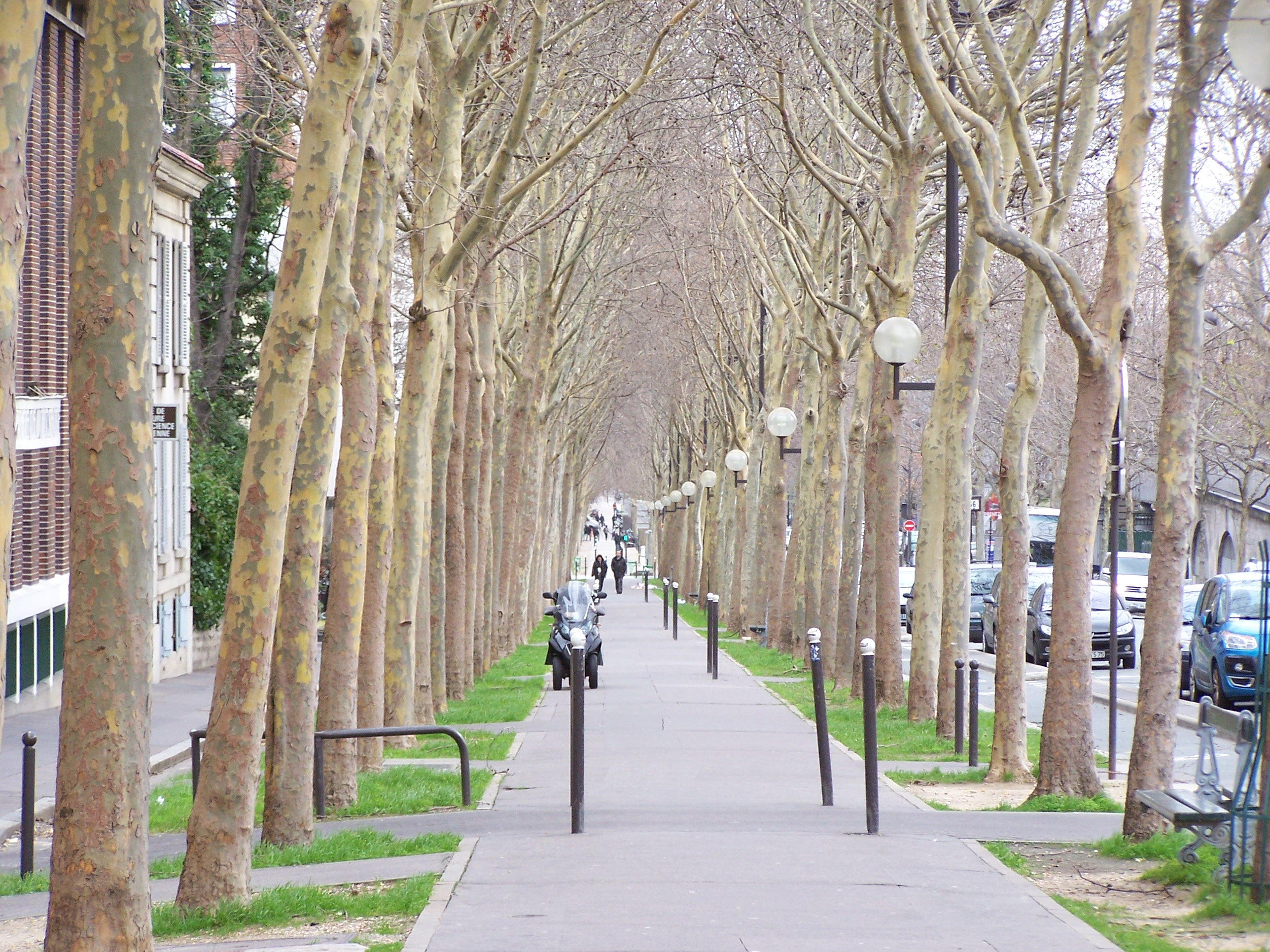
Trottoirs arborés du boulevard.
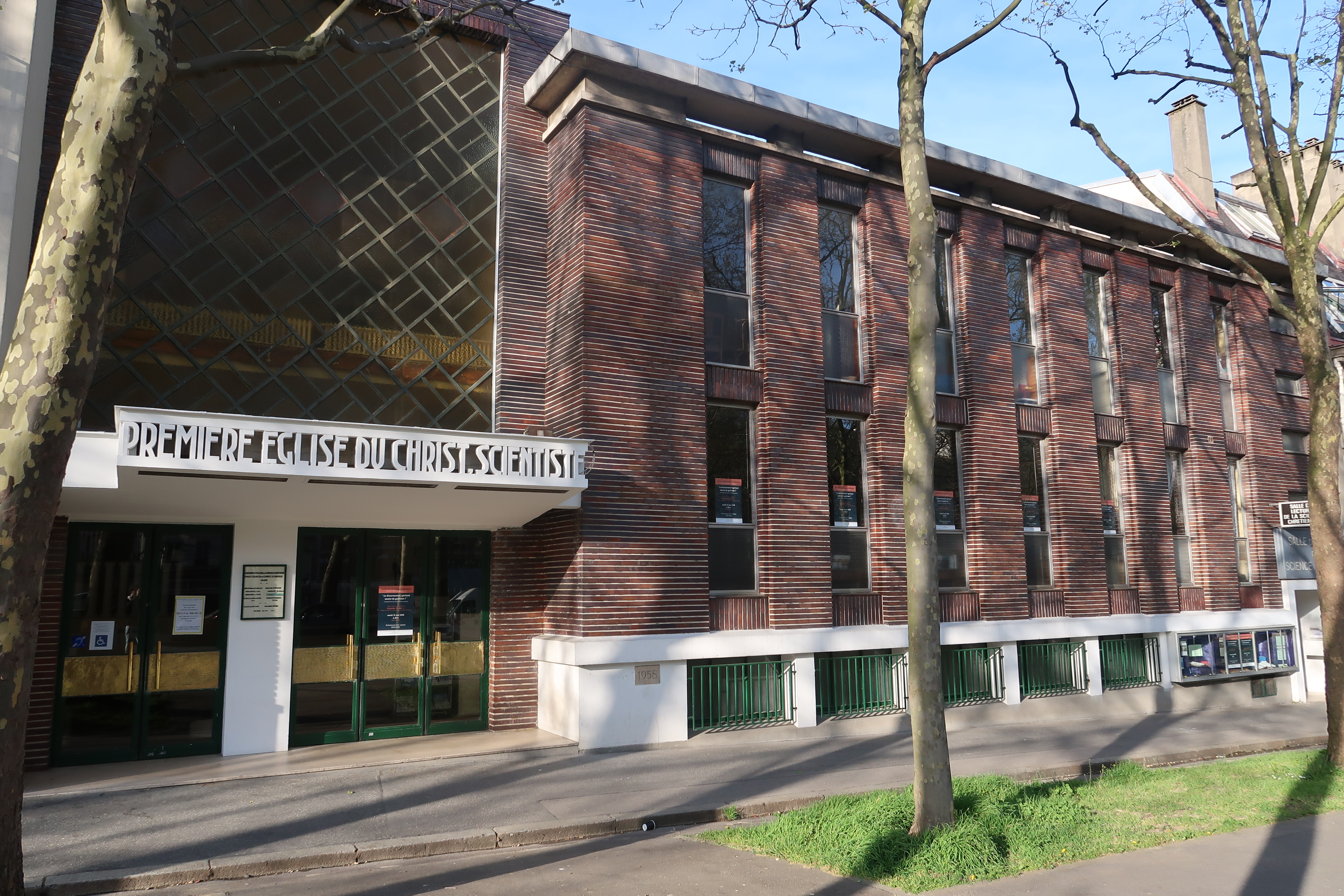
Église scientiste au no 36.
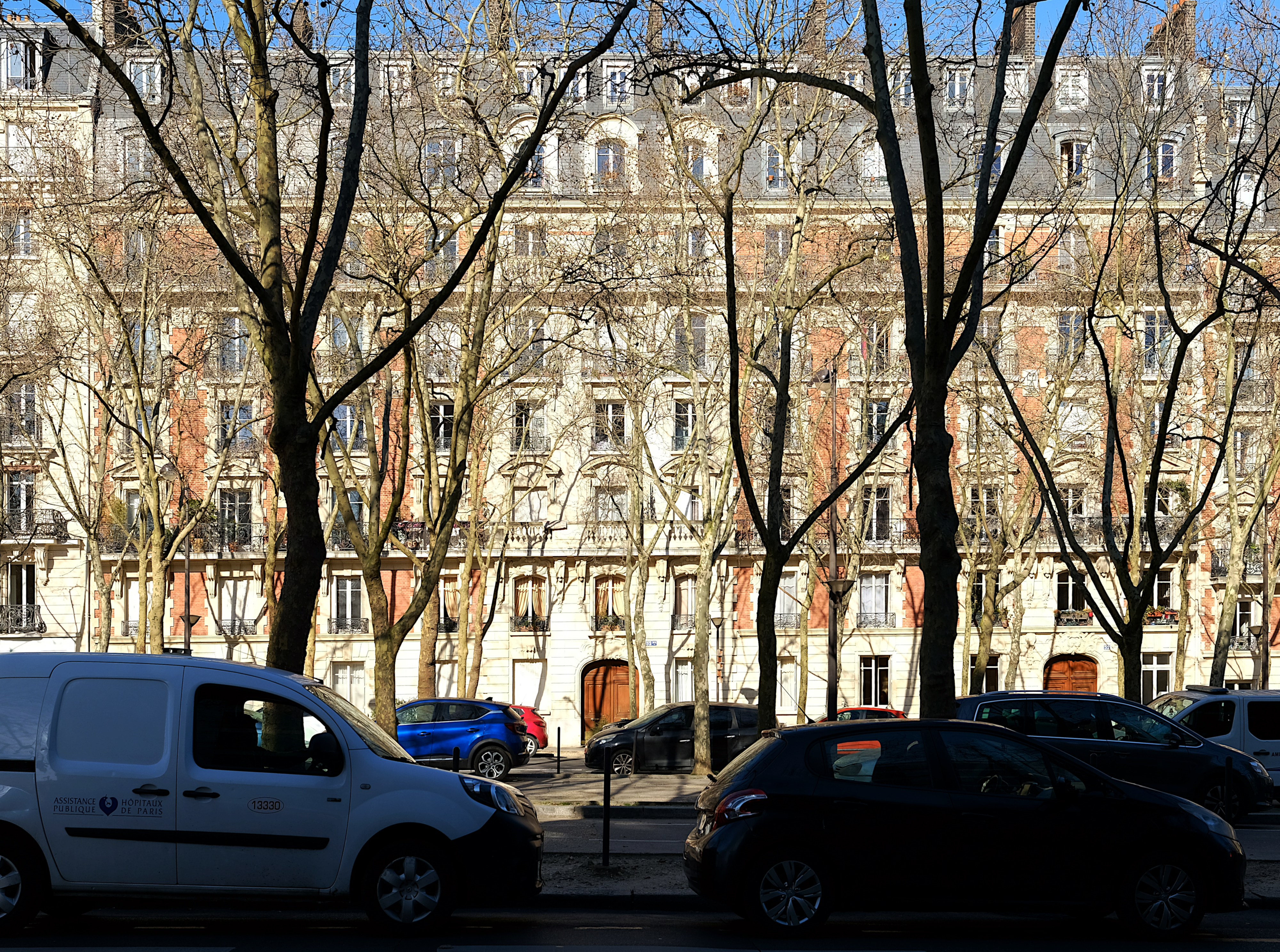
No 52 et no 52 bis .
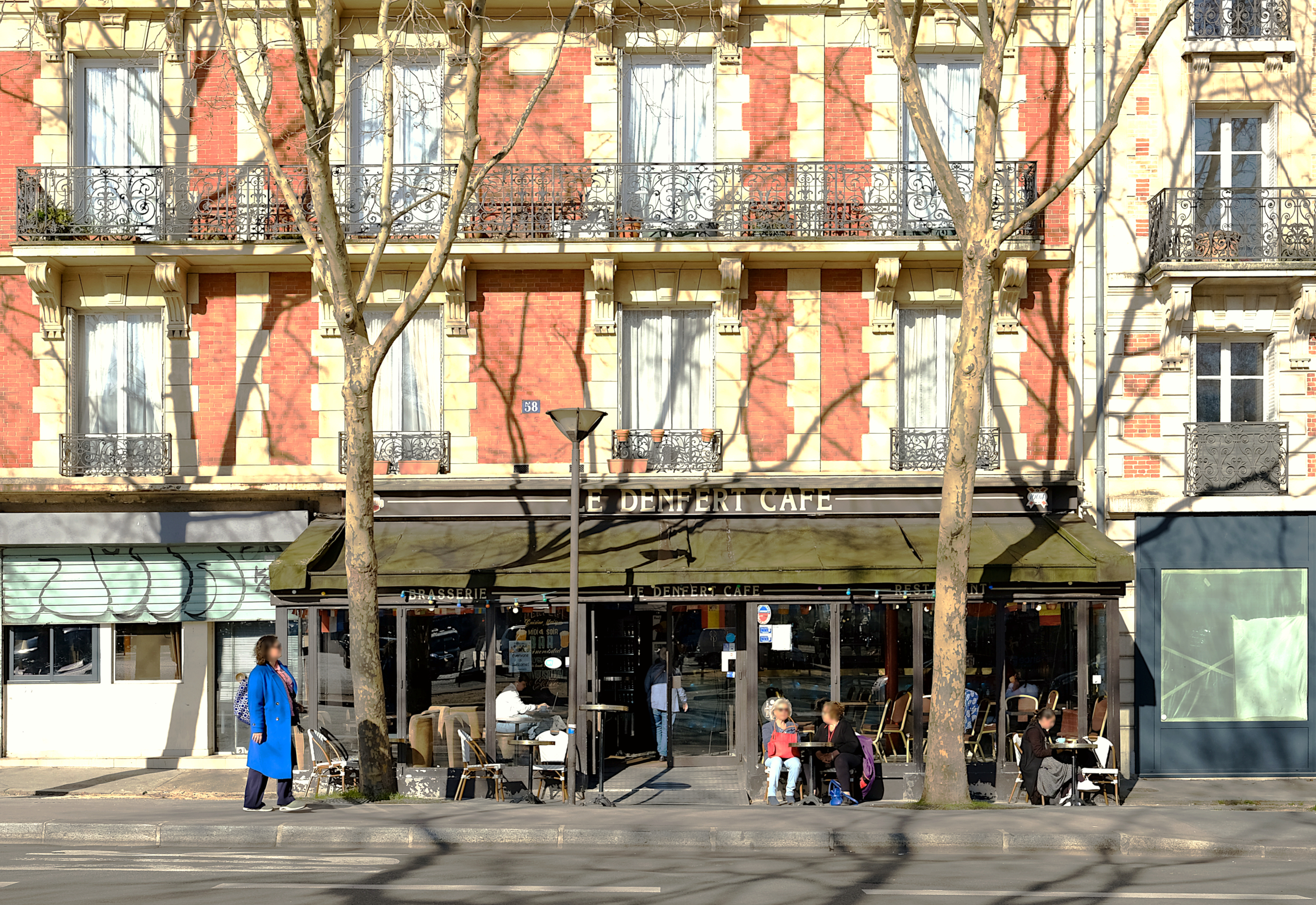
No 58.